# El poder de las tinieblas (película de 1979)
El poder de las tinieblas es una película argentina de terror-suspenso de 1979 escrita y dirigida por Mario Sabato y protagonizada por Sergio Renán. Está basada en el famoso capítulo Informe sobre ciegos de la novela de Ernesto Sabato (padre del director) Sobre héroes y tumbas. Se estrenó el 14 de junio de 1979. Fue nominada como Mejor Film en el Festival Internacional de Cine Fantástico de Portugal, Fantasporto, en 1982.

## Sinopsis
La historia sigue a un hombre (Sergio Renán) que ha descubierto un complot mundial de los ciegos contra las personas videntes, pero no puede demostrarlo ni convencer a los demás. Por ello decide escribir un informe para que quede constancia, en caso de que algo le pasara. El protagonista recorre lugares oscuros durante su devenir, como la noche, los subterráneos y los sótanos.

## Reparto
- Sergio Renán
- Osvaldo Terranova
- Leonor Benedetto
- Cristina Banegas
- Nelly Prono
- Franklin Caicedo
- Graciela Dufau
- Aldo Barbero
- Carlos Moreno
- Enrique Fava
- Valentina Fernández de Rosa
- Rodolfo Brindisi
- Augusto Larreta
- Jorge de la Riestra
- Carlos Antón
- Ignacio Alonso
- Claudio España
- Beatriz Thibaudin
- Mario Savino
- José Gregorio Costa